# Torneo ABCS 2015
Il Torneo ABCS 2015 (2015 ABCS Tournament) fu la quinta edizione del Torneo ABCS, competizione calcistica per nazioni caraibiche di lingua olandese. Inizialmente prevista nel novembre 2014, la competizione fu posticipata e si svolse in Suriname dal 30 gennaio al 1º febbraio 2015 e vide la partecipazione di quattro squadre: Aruba, Bonaire, Curaçao e Suriname.

## Formula
- Qualificazioni

Nessuna fase di qualificazione. Le squadre sono qualificate direttamente alla fase finale.
- Fase finale

Fase a eliminazione diretta - 4 squadre, giocano partite di sola andata. La vincente si laurea campione.

## Squadre partecipanti
| Pr. | Squadra  | Data di qualificazione certa | Partecipante in quanto                                         | Partecipazioni precedenti al torneo | Ultima presenza |
| --- | -------- | ---------------------------- | -------------------------------------------------------------- | ----------------------------------- | --------------- |
| 1   | Suriname | -                            | Rappresentativa della nazione organizzatrice della fase finale | 4 (2010, 2011, 2012, 2013)          | Curaçao 2013    |
| 2   | Aruba    | -                            | Qualificata di diritto                                         | 4 (2010, 2011, 2012, 2013)          | Curaçao 2013    |
| 3   | Bonaire  | -                            | Qualificata di diritto                                         | 4 (2010, 2011, 2012, 2013)          | Curaçao 2013    |
| 4   | Curaçao  | -                            | Qualificata di diritto                                         | 4 (2010, 2011, 2012, 2013)          | Curaçao 2013    |

Nella sezione "partecipazioni precedenti al torneo", le date in grassetto indicano che la nazione ha vinto quella edizione del torneo, mentre le date in corsivo indicano la nazione ospitante.

## Fase finale

### Fase a eliminazione diretta

#### Tabellone
|  | Semifinali | Semifinali | Semifinali |       |          | Finale          | Finale          | Finale          |  |
|  |            |            |            |       |          |                 |                 |                 |  |
|  | Curaçao    | Curaçao    | 0 (4)      |       |          |                 |                 |                 |  |
|  | Curaçao    | Curaçao    | 0 (4)      |       |          |                 |                 |                 |  |
|  | Aruba      | Aruba      | 0 (5)      |       |          |                 |                 |                 |  |
|  | Aruba      | Aruba      | 0 (5)      |       | Suriname | Suriname        | 1               |                 |  |
|  |            |            |            |       | Suriname | Suriname        | 1               |                 |  |
|  |            |            | Aruba      | Aruba | 0        |                 |                 |                 |  |
|  | Suriname   | Suriname   | Aruba      | Aruba | 0        | 3               |                 |                 |  |
|  | Suriname   | Suriname   |            |       |          | 3               |                 |                 |  |
|  | Bonaire    | Bonaire    | 0          |       |          | Finale 3º posto | Finale 3º posto | Finale 3º posto |  |
|  | Bonaire    | Bonaire    | 0          |       |          |                 |                 |                 |  |
|  |            |            |            |       |          |                 |                 |                 |  |
|  |            |            |            |       |          | Curaçao         | Curaçao         | 4               |  |
|  |            |            |            |       |          | Curaçao         | Curaçao         | 4               |  |
|  |            |            |            |       |          | Bonaire         | Bonaire         | 1               |  |

#### Semifinali
| Paramaribo 30 gennaio 2015                   | Curaçao              | 0 – 0 | Aruba | Dr. Ir. Franklin Essed Stadion |
| \| \| \| \| \| \| Tiri di rigore 4 – 5 \| \| |                      |       |       |                                |
|                                              |                      |       |       |                                |
|                                              | Tiri di rigore 4 – 5 |       |       |                                |

| Paramaribo 30 gennaio 2015                                           | Suriname  | 3 – 0 | Bonaire | Dr. Ir. Franklin Essed Stadion |
| \| \| \| \| \| Vallei 10’ (rig.) Pokie Cronie 85’ \| Marcatori \| \| |           |       |         |                                |
|                                                                      |           |       |         |                                |
| Vallei 10’ (rig.) Pokie Cronie 85’                                   | Marcatori |       |         |                                |

#### Finale 3º posto
| Paramaribo 1º febbraio 2015                               | Curaçao   | 4 – 1  | Bonaire | Dr. Ir. Franklin Essed Stadion |
| \| \| \| \| \| Martina Winklaar \| Marcatori \| Barzey \| |           |        |         |                                |
|                                                           |           |        |         |                                |
| Martina Winklaar                                          | Marcatori | Barzey |         |                                |

#### Finale
| Paramaribo 1º febbraio 2015                  | Suriname  | 1 – 0 | Aruba | Dr. Ir. Franklin Essed Stadion |
| \| \| \| \| \| Cronie 85’ \| Marcatori \| \| |           |       |       |                                |
|                                              |           |       |       |                                |
| Cronie 85’                                   | Marcatori |       |       |                                |